# Maria Zhu Wu
Św. Maria Zhu Wu (chiń. 婦朱吳瑪利) (ur. 1850 w Zhujiahe, Jingxian, Hebei w Chinach, zm. 20 lipca 1900 tamże) – święta Kościoła katolickiego, męczennica.

## Życiorys
Maria Zhu Wu urodziła się we wsi Zhujiahe w prowincji Hebei. Jej mąż Zhu Tianxuan był przywódcą katolików we wsi.
Podczas powstania bokserów w Chinach doszło do prześladowania chrześcijan. Ojciec Leon Mangin ufortyfikował wieś Zhujiahe, tak jak to było tylko możliwe, żeby zabezpieczyć przed atakami. Następnie zaproponował ojcu Denn, żeby się tam przeniósł. 15 lipca 1900 r. powstańcy zaatakowali wieś, ale nie udało im się jej zdobyć, podobnie atak następnego dnia skończył się porażką. Dopiero gdy zostali wzmocnieni przez ok. 2000 żołnierzy armii cesarskiej, zdobyli wieś 20 lipca. Ojciec Mangin i Denn zebrali w kościele pewną liczbę wiernych, którzy nie chcieli wyrzec się wiary i modlili się z nimi. Tylko kilka osób skorzystało z oferty bokserów, że zostaną oszczędzeni jeżeli wyrzekną się wiary. Męczeństwo Marii Zhu Wu miało miejsce w wiejskim kościele po ataku bokserów. Kiedy otworzyli ogień, została trafiona jako pierwsza. Wierni w kościele zostali spaleni przez powstańców, którzy podłożyli ogień. Szczątki pozostały na miejscu męczeństwa do 1901 r., kiedy zostały zebrane i pochowane w nowym kościele zbudowanym w tym samym miejscu.

## Dzień wspomnienia
9 lipca w grupie 120 męczenników chińskich.

## Proces beatyfikacyjny i kanonizacyjny
Został beatyfikowany 17 kwietnia 1955 r. przez Piusa XII w grupie Leon Mangin i 55 Towarzyszy. Kanonizowany w grupie 120 męczenników chińskich 1 października 2000 r. przez Jana Pawła II.